# 火线重案组
《火线重案组》，又译为《火线》、《监听风云》。是一部美国犯罪电视剧，讲述了马里兰州巴尔的摩市警察与犯罪团伙间交锋的故事。全剧在巴尔的摩市实地取景，采用单机摄制（film-style shooting）。前罪案记者、作家大卫·西蒙担任本片的制片人兼领衔编剧。全剧由有线电视网HBO在美国播出，于2002年6月2日首播，2008年3月9日完结，共5季60集。
《火线》的每季集中表现巴尔的摩市的一个侧面。按照播出季顺序依次为：毒品交易、港口众生、官僚主义作风的市政府、无能的教育系统及平面媒体。本片起用了众多并不出名的性格演员。西蒙曾说过，尽管这是一部犯罪类剧情剧，但全剧“实际上是在讲美国城市，在讲我们如何共同生活。是要向观众展现群体对个体的影响，无论你是警察、码头工人、毒贩、政客、法官或是律师，你最终都必须妥协，效忠自己所属的群体”。
尽管没有获得巨大的商业成功，也没有赢得主流的电视奖项，但《火线》依然得到了评论界的广泛好评，常被视为是有史以来最伟大的电视剧。
本片以其对都市生活的忠实刻画，对艺术高度的不懈追求，以及对社会现象的深度挖掘而闻名。

## 剧情大纲
此處只对剧情主线进行概括。

### 第一季
首季主要讲述巴尔的摩市警察对巴克斯戴尔贩毒集团的调查。
调查全因警探吉米·麦克纳提而起。在对迪安吉拉·巴克斯戴尔的庭审中，关键证人临时翻供，使得迪安吉拉成功脱罪。庭后，麦克纳提向法官丹尼尔·费兰透露，目击证人可能是受到被告的舅舅——伊旺·巴克斯戴尔手下人的威胁才被迫改了口，因为他在庭审现场看到了伊旺的副手斯丁格·贝尔以及其他几名团伙成员。麦克纳提还告诉费兰法官，巴克斯戴尔团伙涉嫌大宗毒品交易以及多宗谋杀悬案，但没有人调查他们的犯罪行径。
费兰法官于是向警察局高层抱怨，令高层倍感尴尬，于是他们责令组建一支专案组对巴克斯戴尔进行调查。但是高层并非真心想调查该案，而只是为了敷衍法官。一场博弈在希望侦办此案的警官与阻挠侦查的上司间展开，而专案组的指挥官塞德里克·丹尼尔斯则夹在中间，进退两难。
同时，巴克斯戴尔团伙内部也有矛盾。另外他们同以抢劫毒贩为生的奥马·利特间的争斗，造成了多人死伤，这进一步引起了警方关注。在此期间，迪安吉拉因自己的犯罪生活以及由此对他人的影响倍感良心不安。
警察展开街头抓捕，并希望能从街头毒贩瓦伦斯那里得到线索，但都没有多少进展。最终专案组开始采用电子监听设备，对团伙成员使用的公用电话和呼机进行监控。但却导致调查进入上层划定的禁区，触及政治献金等问题。伊旺手下的一位小头目被另一队警察逮捕后，上司要求就此结案。基玛·格雷戈斯警探在行动中受伤，令其他警官情绪激动，结果打草惊蛇。巴克斯戴尔团伙因此怀疑自己正受到警方调查，开始着手清除所有可疑人员，并弃用公用电话和呼机。
在斯丁格·贝尔的授意下，瓦伦斯被儿时伙伴博迪和普特射杀。迪安吉拉在为舅舅转移大量毒品时被抓，当得知瓦伦斯的死讯后，他决定供出舅舅和斯丁格。但其母劝导他要以家族事业为重。最终，专案组对伊旺从轻发落，他的手下威毕·布瑞斯则为大部分谋杀指控背黑锅，其中有一些甚至并不是威毕所为。斯丁格逃过起诉，继续运作巴克斯戴尔的犯罪王国。由于违抗上司命令，丹尼尔斯和麦克纳提都被调动到冷衙门。

### 第二季
第二季的焦点转向港口的蓝领工人，他们时常借助集装箱走私毒品和其他违禁品。该季同时也讲述了巴克斯戴尔团伙如何在群龙无首的情况下继续发展。
麦克纳提由于触怒上司，被调到了水上巡逻部门这样的“冷衙门”，但他却在一次巡查中发现了一个装有14具女尸的集装箱。麦克纳提不顾上司的阻挠，努力想查出谋杀案的真相。与此同时，区长官斯坦·瓦柴克（Stan Valchek）因为教会捐款问题和港口工会主席弗兰克·索伯塔结怨，瓦柴克因此要求建立专案组调查索伯塔。塞德里克·丹尼尔斯得到瓦柴克的女婿普兰兹的举荐，负责调查该案，并可以自行选择合适的下属。
港口的蓝领工人工作艰辛，加之港口开工不足，生活难以维系。作为工会主席，索伯塔希望游说政客，振兴港口。为了筹集资金运作此事，索伯塔选择从事走私活动。他的儿子和侄子因为没有别的谋生门路，也都随他进行走私。
索伯塔专案组在调查中得知，麦克纳提发现的那些女尸同该案有重大关联，那个集装箱原本是要从港口走私过去的。他们重新使用监听手段，借此摸清了犯罪链条，并顺藤摸瓜找出了上游的指挥者“希腊人”。但瓦柴克对于办案焦点的转移大为不满，要求FBI介入。“希腊人”通过在FBI中的线人得知此事后，开始加紧打通巴尔的摩市高层。
由于分赃不均，索伯塔的儿子雷吉谋杀了“希腊人”的一个下线，遭到逮捕。索伯塔也因走私被捕，救子心切的他同意和专案组合作。但是“希腊人”通过FBI得知此事，设法杀掉了索伯塔。专案组的努力使得十四女命案真相大白，但元凶已死。一些和“希腊人”有联系的毒贩和中级头目被捕，但他本人和二号头目都顺利脱身。区长官对于索伯塔被捕十分满意，高层认为该案取得巨大成功，但专案组成员却觉得是一大失败。
伊旺和迪安吉拉入狱后，巴克斯戴尔团伙在斯丁格·贝尔的领导下仍继续进行着毒品贸易。迪安吉拉在目睹舅舅设计谋杀数名囚犯，并嫁祸给涉嫌腐败的看守后，毅然决定和家族断绝关系。最终斯丁格下令杀死迪安吉拉，并且伪装现场，造成自杀的假象。伊旺不知道是斯丁格在幕后捣鬼，为外甥的死感到悲伤。
此时的斯丁格受到供货商流失和产品质量低劣的困扰。他瞒着伊旺，将其一半的领地拱手让给乔，以换取乔的毒品货源。伊旺并不知道这笔交易，误以为乔和其他毒贩之所以敢侵犯他的领地，是因为巴克斯戴尔团伙缺少打手，于是他雇佣了莫邹大哥（Brother Mouzone）。斯丁格为了解决此事，欺骗奥马说莫邹大哥是之前杀死他恋人的凶手。复仇心切的奥马射伤了莫邹，但很快意识到斯丁格在说谎，及时拨打911求救。莫邹痊愈后离开了巴尔的摩，斯丁格得以继续和乔进行交易。

### 第三季
第三季，焦点重新回到活跃于街头的巴克斯戴尔团伙，但是视角也扩展到政治领域。该季引入了汉姆斯特丹（Hamsterdam）这一新支线剧情，以探讨在部分人烟稀少的街区对非法毒品交易及卖淫的“事实性”（de facto）合法化会有怎么样的潜在积极作用。这种做法在阿姆斯特丹和其他欧洲城市带取得了积极成果，减少了市内的街头犯罪，使得高危人群得以享受医疗及社会保障服务。这些都是对早先剧情暗示的延续。
巴克斯戴尔团伙过去的贩毒大本营——塔楼被毁，团伙因此决定让毒贩重新进入巴尔的摩街头。作为揭开囚犯死亡“真相”的奖励，伊旺提前获释。斯丁格·贝尔通过和其他毒枭合作，共享领地、产品及利润，继续推行组织改革。但斯丁格的合作建议遭到新兴团伙头目马洛·斯坦菲尔德的拒绝。伊旺不顾斯丁格的劝阻，决定采用武力夺取马洛的地盘，两个帮派展开了一场恶战，多人死亡。
奥马借机继续抢劫巴克斯戴尔团伙。有了新男友丹提（Dante）及两个女性的帮助，他的抢劫行为更加令伊旺头痛。在一次抢劫中，奥马的一名助手被射伤，而巴克斯戴尔团伙的一名打手被杀。贩毒导致的暴力事件愈演愈烈，使得现任重案组组长塞德里克·丹尼尔斯开始介入调查。
议员汤米·卡瑟提开始为市长竞选做准备。他操纵一名同僚反对市长，分流黑人选票，又雇佣了一位经验老道的竞选主管，开始加大自我宣传。
即将退休的区长官霍华德·考文决定为自己的辖区带来切实的改变。目睹塔楼被毁后，毒品贸易迅速向之前未受侵袭地区蔓延的现象，他想出了解决之道。他瞒着总部自行在辖区里划定了贩毒区，在这里贩毒不受惩罚，但在其他地方则会受到严厉打击。这样的举措颇有成效，成功降低了辖区内的犯罪率。但是上司和政客最终得知此事，其中也包括卡瑟提。他借题发挥，发表了长篇演说大肆渲染此事。由于上层施压，考文草草终止了改革并接受降职处分，拿着大打折扣的退休金回家养老。
前贩毒团伙打手丹尼斯·怀斯和伊旺同时获释。他希望能痛改前非，努力适应自由人的生活。他曾尝试做体力劳动者，但最终还是重操旧业，为伊旺工作。当意识到自己无心杀人后，他转而用从伊旺那里借来的钱兴办了一家服务于青少年的拳击馆。
重案组得知斯丁格正尝试购买地产进行开发，以实现自己成为合法商人的梦想。但经验不足的他在碰了一连串钉子后，重新将重点转回贩毒。斯丁格认为他们和马洛的战争只会毁了一切，于是向考文透露了伊旺武器藏匿点的信息。但是斯丁格本人也已经被伊旺出卖了：莫邹大哥回到巴尔的摩，找到奥马帮助。他告诉伊旺，自己必报受伤之仇。而伊旺想起了斯丁格违抗自己命令，尝试杀死莫邹大哥的事情。或许是对外甥之死耿耿于怀（斯丁格已向他坦白了一切），抑或是担心自己在巴城外的名声受损，伊旺告诉莫邹，斯丁格将会去视察建筑工地。在那里，莫邹和奥马困住斯丁格并射杀了他。
考文将伊旺的武器库位置告知了麦克纳提。通过线人之前出售给团伙成员的装有监听设备的手机，重案组得以将伊旺和他的大部分手下逮捕。巴克斯戴尔犯罪团伙就此瓦解，可是马洛团伙开始抢占它的地盘。因此西巴尔的摩的贩毒现状并没有任何改观。

### 第四季
第四季将视野扩展到了教育系统，但仍然在关注第三季中引入的市长选举这一剧情线，同时还深入描写了马洛贩毒团伙。
该季引入了四个新角色：杜奎·维姆斯、兰迪·瓦格斯塔夫、内蒙德·布瑞斯（威毕·布瑞斯之子）和迈克尔·李，四位升入八年级的西巴尔的摩学生。普兰兹也开始在他们读书的学校任教。尽管有老教员的指导，但他还是很难维持好课堂纪律，让学生专心听讲。内蒙德和迈克尔相继为博迪跑腿。博迪独立贩卖乔的毒品，小有成绩。
冷血的马洛开始统治西区街头，利用谋杀和胁迫等手段让人们购买他的劣制毒品，但他缺乏经营头脑。他的打手克里斯·帕特洛和斯努普杀人之后，将尸体藏匿在排屋中，防止过早被人发现。许多罪犯的神秘失踪，让调查马洛的重案组和追查谋杀的凶杀调查组都大惑不解。马洛劝博迪为自己卖命，还试图将迈克尔招到麾下。
麦克纳提享受着担任巡警的安逸生活，并与毕迪·罗素同居，他还拒绝了现任西区区警长塞德里克·丹尼尔斯的提拔。警探基玛·格雷戈斯和莱斯特·福瑞蒙作为重案组的组员，开始着手调查伊旺·巴克斯戴尔的政治献金问题，并传唤多名要员接受调查。在市长克拉伦斯·罗伊斯的要求下，他们的行动被局长埃尔文·巴瑞尔叫停。当意识到自己的小组受到上层越来越严密的监控时，两人双双离开，调往凶杀调查部门。
同时，市长竞选接近尾声。罗伊斯貌似稳操胜券，但当卡瑟提开始拿该市的犯罪问题说事时，罗伊斯的选情急转直下。最终卡瑟提在初选中获胜，并轻松当选巴尔的摩市新任市长。卡瑟提希望减少犯罪，因此他开始限制布瑞尔的权限，提升更有能力的丹尼尔斯，并计划将来把他晋升为局长。
其他老面孔也在普兰兹执教的学校登场。霍华德·考文加入了一个潜在犯罪分子调查研究小组。丹尼斯·怀斯仍在经营拳击馆，还协助学校抓逃课学生。巴伯斯开始照顾一个名叫夏罗德（Sherrod）的流浪儿，并希望他能上学，不会像自己一样缺少教育。两人后来经常遭到一名吸毒者的攻击和抢劫。
普兰兹在学生方面进展不大，一些学生开始逃课。内蒙德被转到研究小组手下，在那里他逐渐受到考文的感化，并开始尊重考文。兰迪在绝望之际告诉校长助理有关一宗谋杀案的信息，并接受警方讯问，也因此被同学视为“告密者”。迈克尔对周围包括普兰兹、怀斯和博迪在内的大人十分冷漠，而这些大人都觉得他前途无量。当迈克尔认为他必须将继父赶走，以保护他的小弟时，他给自己唯一信任的人——克里斯打了电话。这使得他和马洛团伙的关系更加密切，并最终入伙。在普兰兹的教导下，杜奎通过社会推荐进入高中，但因此必须中断他们的友谊。
乔在奥马和马洛间制造冲突，希望劝说马洛加入新日集团（New Day Co-Op）。在遭到奥马打劫后，卡罗将一桩谋杀案嫁祸在奥马身上，企图在监狱里杀死他。但奥马在邦克的帮助下洗清了罪名。得知是马洛陷害自己后，奥马将集团的出货悉数劫掠走，以报复马洛和乔。与此同时，包括马洛在内的集团成员因为出货被劫对乔感到不满。为了满足马洛的要求，乔让他和斯皮罗斯·旺达斯会面。在得知乔和“希腊人”有联系后，马洛开始深入调查两人在巴尔的摩贩毒网中所扮演的角色。
莱斯特·福瑞蒙发现了克里斯和斯努普藏匿的尸体。博迪同意和麦克纳提合作，指证马洛及其团伙，但在街头被欧-道格（O-Dog）杀害。巴伯斯准备了海洛因，想毒死经常欺负他们的吸毒者，却导致不知情的夏罗德注射过量而毙命。巴伯斯向警方自首，在上吊自杀未遂后，被送往了戒毒所。迈克尔加入马洛的杀手行列，并独立运营一个街角的毒品贸易，杜奎也离开高中和他一起工作。因为和警察合作，兰迪的房屋遭到同学的燃烧弹袭击，致使其母受伤住院，兰迪本人则被送往看护所。考文发觉内蒙德所具有的优良品质，并收养了他。之前的大部分警员聚首重案组，开始调查马洛·斯坦菲尔德。

### 第五季
HBO于2006年9月12日宣布第五季为《火线》的最后一季，将有13集，但后来又缩减为10集该季主要关注的是新闻媒体及媒介消费习惯。。该季讲述了《巴尔的摩太阳报》报社的日常工作，剧情中的一些要素都是源于真实事件（例如杰森·布莱尔的《纽约时报》丑闻），一些角色也是以《太阳报》的工作人员为原型的。据西蒙在一次采访中所言，本季的主题是关注“什么新闻会得到报道，什么新闻则只字不提，以及为什么在报道之后一切如旧”。剧中对于报社追逐利润，记者数量的减少以及新闻人对报道质量热情不再等问题都有描写，同时还涉及到居无定所的问题。在采访中西蒙指出，或许除了巴尔的摩的拉美裔移民潮以外，没有什么话题足够用来创作第六季。他又补充道，鉴于编剧团队中没有人会说西班牙语，对该市拉丁裔人口更是缺乏了解，因此整理素材的工作会很繁琐。
第五季故事开始于第四季结束后15个月，卡瑟提市长开始削减警方预算以弥补教育支出的赤字，这迫使对马洛·斯坦菲尔德的调查停止。塞德里克·丹尼尔斯组成了一个专案组，重新调查参议员戴维斯的腐败问题。麦克纳提回到凶杀调查组，为了消解抑郁，他开始沉迷于酒精和情色。麦克纳提为了让警察部门重新获得资金支持，决定伪造证据，捏造出一个谋杀流浪汉的连环杀手。
《巴尔的摩太阳报》同样面临银根紧缩的问题，资金拮据使得编辑部无法保证报道范围覆盖全市，因此错过了很多重大新闻。野心勃勃的记者斯科特·坦普林顿开始暗地里编造新闻情节。局长布瑞尔则继续伪造犯罪数据，直到副局长瓦柴克向卡瑟提市长泄露了未修改的数据才东窗事发。卡瑟提开除了布瑞尔，并提拔丹尼尔斯取代他。坦普林顿在报道上错误地将布瑞尔的离职归咎于丹尼尔斯，为了报复，布瑞尔将丹尼尔斯拥有不明资产的文件交给了奈瑞斯·坎普贝尔（Nerese Campbell）。
在摆脱调查后，马洛开始着手扩充实力。他从乔那里了解到洗钱以及逃避调查的方法。此时乔对马洛毫无用处，最终被杀掉。马洛取代乔“希腊人”交易，并篡夺乔在新日集团中的位置。马洛派克里斯和斯努普杀死奥马的导师布奇（Butchie），迫使已经洗手不干的奥马·利特重新出山。尽管迈克尔·李常公开质疑上级命令，但他继续为斯坦菲尔德充当打手。迈克尔用自己所挣的钱，为杜奎和弟弟巴格（Bug）提供住所。杜奎希望摆脱贩毒，改变人生轨迹。
奥马回到巴尔的摩复仇，却遭到伏击，不得不从窗口逃出。尽管伤着了腿，但是奥马继续追杀斯坦菲尔德团伙成员，偷窃、毁掉他们的钱和毒品，扬言马洛没有胆量直面他。才刚刚开始复仇计划的他，最后却被斯坦菲尔德手下的一名小毒贩克纳德（Kenard）杀死。
坦普林顿声称已经和麦克纳提编造出的连环杀手取得联系。编辑奥古斯塔斯·海耶斯对此抱怀疑态度，但他的主管却相信坦普林顿的谎言。报道引起了广泛关注，迫使卡瑟提将关注无家可归者列入自己竞选州长的议题中，并为警察局追加拨款。
住在妹妹地下室里的巴伯斯戒掉了毒瘾，他找到了一份出售《巴尔的摩太阳报》的工作，并为一个慈善食堂担任志愿者。巴伯斯发现自己很难从失去夏罗德之痛中完全恢复，但是在《太阳报》记者麦克·弗莱彻的帮助下，向戒毒交流班的成员们敞开心扉。弗莱切对巴伯斯进行了报道。
托马斯·豪克遭解职后在斯坦菲尔斯的律师莫里斯·列维的手下担任调查员，他将斯坦菲尔德的电话号码透露给警察部门。邦克对麦克纳提伪造连环杀手的做法深感厌恶，希望莱斯特·福瑞蒙能够劝导他。但福瑞蒙却帮助麦克纳提圆谎，用得来的追加拨款开始了对斯坦菲尔德的非法监听。邦克开始疏远他们，并重新开始调查排屋谋杀案件（见第四季）。邦克的努力最终使得克里斯·帕特洛被捕，罪名为涉嫌谋杀迈克尔的继父。
福瑞蒙和林德·西德诺掌握了足够多的证据，得以逮捕斯坦菲尔德和他的大部分高级头目，并缴获了大量毒品。斯坦菲尔德怀疑迈克尔是线人，于是命令斯努普干掉他。迈克尔意识到自己被陷害，杀掉了斯努普。为了保护杜奎和巴格，他暂时将他们分开。他以金钱相诱，说服一位姑姑收养巴格，并许诺之后会给更多钱。没有了靠山，杜奎只能和吸毒者住在一起，而迈克尔成为一名持枪抢劫者。
麦克纳提困于自己精心编织的谎言，无法分享福瑞蒙成功的喜悦。他为自己伪造犯罪现场，浪费大量人力搜捕并不存在的杀手感到愧疚，于是告诉了基玛·格雷戈斯自己的造假行径，避免她将时间继续浪费在此案上。格雷戈斯将这个骗局的真相透露给丹尼尔斯。但当丹尼尔斯和伦达·珀尔曼向卡瑟提市长报告此事时，卡瑟提却要求警方组织抓捕行动，因为这事关他竞选的成败。
戴维斯成功脱罪，但是福瑞蒙以联邦起诉相要挟，逼迫他提供情报。从他口中，福瑞蒙得知列维涉嫌在法院中安插内线，并从他那得到法院文书信息，以便于自己和其他律师为他们的贩毒金主辩护，并将其告诉了珀尔曼。列维十分害怕，而赫克发现马洛的逮捕令上所列的信息来源可能来自于非法窃听，这可能会使整个案件的调查毁于一旦。列维向珀尔曼摊牌，珀尔曼则以列维的间谍活动要挟，最终迫使列维同意让自己的辩护对象接受认罪协商。列维在保证马洛有条件释放的前提下，让他的下属都被处以重刑，珀尔曼却坚持马洛必须洗手不干。于是马洛将自己和“希腊人”的贩毒管道转卖回新日集团，并计划用自己赚得的利润经商，但仍然禁不住街头贩毒的诱惑。
抓捕行动中出现的模仿犯罪者，让麦克纳提对于自己行为产生的后果感到惊讶，他倾尽全力找出并逮捕了凶嫌。珀尔曼告诉麦克纳提和福瑞蒙，他们将再也不能参与调查工作，而且一旦丑闻被公开，两人可能面临渎职起诉。两人选择了退休，凶杀组的警探们还为麦克纳提举办了一个纪念会。海耶斯揭发坦普林顿，但主编却无视坦普林顿的造假行为，并将对任何干预、批评他们这位明星记者的人做了降职处分。卡瑟提给丹尼尔斯施压，要求他伪造数据以协助自己赢得大选。丹尼尔斯拒绝后坎贝尔介入，威胁要将丹尼尔斯不光彩的过去抖出来。丹尼尔斯决定悄然隐退，并在离职前提升伊利斯·卡弗为中队长。
麦克纳提职业前景堪忧，他凝视着整个城市，过去和将来的一幕幕在眼前闪过：福瑞蒙安享退休生活；坦普林顿赢得了普利策奖；卡瑟提当选州长；海耶斯离职，弗莱切顶替了他；坎贝尔任命瓦柴卡为局长；杜奎染上海洛因；迈克尔成为拦路抢劫者；珀尔曼成为法官，丹尼尔斯转行担任辩护律师；巴伯斯得到妹妹的谅解，上楼同她全家共进晚餐；克里斯与威毕双双被判终身监禁；而毒品交易依旧；巴尔的摩的人们生活同样依旧。

## 制作

### 概念

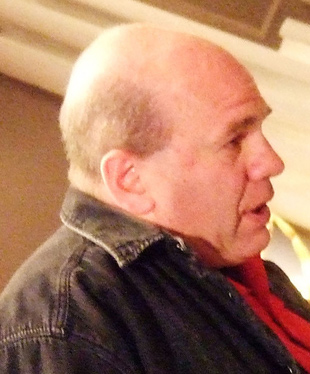
大卫·西蒙，《火线》的制片人

据西蒙所言，他最初计划以创作伙伴艾德·伯恩斯（以前是负责调查谋杀案件的警探）的经历为素材，写一部警察题材的剧集。当年伯恩斯在调查毒品交易时，经常要进行监听，但却常常掣肘于警察部门的官僚主义作风，这让曾经在《巴尔的摩太阳报》担任专职罪案记者的西蒙联想到自己的痛苦经历。于是，西蒙决定把故事背景设置在巴尔的摩这个他所熟知的城市。他向市长提出拍摄请求，获得了首肯。西蒙曾与全国广播公司（NBC）共同制作过一部名为《凶杀：街头生涯》（Homicide: Life on the Street）的电视剧，该剧根据他的纪实小说《凶杀：杀人街年记》（Homicide: A Year on the Killing Streets）改编。当时，担任编剧兼制作人的西蒙常常因为节目的悲观主义论调同电视网主管争执不休。为了避免争执重现，同时也因为曾在迷你电视剧《街角》（The Corner）中有过良性互动，西蒙选择HBO作为《火线》的合作电视台。作为一家以标新立异闻名的电视网，HBO起初并不认可这样一部警察剧集，但最终还是同意制作首集。西蒙希望能通过本剧改变一部分观众的观念，但他并不认为这部电视剧能帮助解决其中反映的现实问题。

### 选角
本片弃大牌明星而改用众多性格演员的做法广受好评，演员们在片中的表演真实自然。他们通过荧幕展现了现实生活中的众生相，超出了人们对电视的预期。
本片的主演多是通过一系列的海选和试读会选拔出来的。兰斯·雷迪克在多次试演了其他角色后，才最终得到塞德里克·丹尼尔斯（Cedric Daniels）一角。而迈克·肯尼斯·威廉姆斯则仅参加了一次试镜就得以饰演奥马·利特（Omar Little）。
包括前马里兰州州长小罗伯特·L·埃尔利希，牧师弗兰克·M·里德三世（Frank M. Reid III），因腐败和逃税被判入狱，如今成为广播节目名嘴的前警察局局长艾德·诺瑞斯（Ed Norris），霍华德县执行官（Howard County Executive）肯尼斯·乌尔曼，前市长卡特·斯科默克（Kurt Schmoke）等巴尔的摩名流都在片中客串出演。巴尔的摩的大毒枭“小梅尔文”·威廉姆（Little "Melvin" Williams）则从第三季起成为常规角色，饰演一位教堂执事。他曾在八十年代被捕入狱，而艾德·伯恩斯参与了对他的抓捕行动。作为该片中同名角色的原型，杰·兰斯曼（Jay Landsman）警官在片中担纲饰演中队长丹尼斯·梅洛（Lieutenant Dennis Mello）。巴尔的摩警察局的警长加里·迪安德罗（Gary D'Addario）担任该剧前两季的技术顾问 ，并作为常规角色饰演一位名叫加里·迪帕斯奎尔（Gary DiPasquale）的检察官。西蒙在《凶杀：杀人街年记》中曾对迪安德罗的工作有过影射，而迪安德罗和兰斯曼都被写入该书。
本片的演员中，有十余位都曾出演HBO首部一小时时长的剧情剧《监狱风云》（OZ）。其中J·D·威廉姆斯、塞思·吉列姆、兰斯·雷迪克、瑞吉·E·凯西都饰演了重要角色。而《火线》中的其他主要演员，包括伍德·哈瑞斯、弗兰基·费森、约翰·多曼、克拉克·彼得斯、多米尼克·伦巴多兹、迈瑟德·曼也都有过亮相。

### 创作团队
同本片创作者、首席编剧、现场指导、执行制片的西蒙一样，大部分创作团队成员都参与过《凶杀：杀人街年记》以及艾美奖获奖迷你剧《街角》的制作。《街角》的老牌制作人罗伯特·F·科斯贝瑞为本片前两季担任执行制片，并亲自执导了第二季的大结局，但他于2004年因心脏手术引发的并发症逝世。科斯贝瑞富于创造力，深得创作团队其他人的信任，西蒙将该片真实的视觉效果归功于他的杰出贡献。科斯贝瑞曾在剧中饰演一个小角色——警探雷·科恩（Detective Ray Cole）。科斯贝瑞的妻子凯伦·L·萨森也加入了创作团队。另一位执行制片是同样曾参与制作《街角》的妮娜·卡斯洛夫·诺贝尔。在科斯贝瑞死后，她与西蒙共同担任执行制片。
艾德·伯恩斯常协助完成剧本，他之前曾做过刑事警探、公立学校教师，也曾和西蒙在《街角》等项目中有过合作。他在第四季时成为制片人。该片编剧还包括三位广受赞誉、来自巴尔的摩以外的犯罪小说作家：来自华盛顿州的乔治·P·皮利卡诺思（George P. Pelecanos）、来自布朗克斯的理查德·普莱斯（Richard Price）以及来自马萨诸塞州波士顿的丹尼斯·莱汉（Dennis Lehane）。评论家在普莱斯加入创作团队之前，就常常将《火线》同普莱斯的一些作品（特别是《钟表匠》Clockers）相比较。除了参与剧本创作外，皮利卡诺思还担任第三季的制片人。皮利卡诺思曾说，他之所以被该片吸引，是因为能够有机会和西蒙合作。编剧拉斐尔·阿尔瓦雷斯（Rafael Alvarez）执笔写过几集的脚本以及观剧指南《火线：说出真相》（The Wire: Truth Be Told）。阿尔瓦雷斯是西蒙在《巴尔的摩太阳报》工作时的同事，也是一个富于港口区工作经验的本地人。另外一位本地人，独立电影制作人乔伊·卢斯克·凯肯（Joy Lusco Kecken）也为该剧的前三季写过剧本。《巴尔的摩太阳报》的写手、政治记者威廉·F·佐兹 （William F. Zorzi）在第三季加入创作团队，为剧组描写政坛带来丰富的经验。。
剧作家兼电视剧制作人艾瑞克·欧文麦尔（Eric Overmyer）在第四季加入剧组，成为顾问和编剧。他也曾参与过《凶杀》一剧的制作。欧文麦尔取代了皮利卡诺思，后者为专于著述退出了制片团队，仅担任第四季的编剧。曾获艾美奖并在《凶杀》和《街角》中同西蒙有过合作的大卫·米尔斯（David Mills）也在第四季时加入了编剧团队。
该剧的导演包括曾执导过《凶杀》和《盾牌》的克拉克·约翰逊（Clark Johnson），以及曾执导过《黑道家族》的艾美奖获奖导演蒂姆·冯·帕顿（Tim Van Patten）。该片因导演简单而细腻的拍摄风格而颇受好评。在科斯贝瑞死后，导演乔·查普利（Joe Chappelle）作为合作执行制片人加入创作团队，并经常亲自执导拍摄。

### 单集结构
在HBO和其他一些国际电视网上播映时，各集之前会先播放前几集内容的剪辑，展示一些与后面剧情有关的事件。每集往往采取“冷开场”，即开场情节与后面的剧情内容并无接合点。接着荧幕转黑，切入开场音乐。然后是该片的片头，通过快速剪辑（该剧的正片中很少采用这种手法）展示该季的核心主题。演职员表叠加在片头画面上，而且只显示演员的名字，不注明
其扮演的角色。另外，片头画面中也很少出现演员的脸。在片头之后会引用该集某一角色的台词。只有两集是个例外：第四季结局引用了一间空房子上的字——“巴尔的摩，传统的城市”（Baltimore, traditional）；在大结局中，引用的是贴在墙上的《巴尔的摩太阳报》中H·L·门肯（H.L. Mencken）的话。一集的内容涉及不同地点，多条故事线同时展开。各集结尾很少留下悬念，之后荧幕转黑，切入片尾音乐。

### 音乐
《火线》采用了叙事性音乐，即本剧中的音乐大多来自于场景中的某个声源。例如，警察酒吧常常播放爱尔兰音乐，而街头帮派则通过车里的录音机播放说唱乐。除了在季末的蒙太奇剪辑等处采用非叙事性音乐外，这条规律从未被打破。
本片的开场曲是一首混合福音音乐和蓝调曲风的歌曲《Way Down in the Hole》。它最初是汤姆·威茨为自己1987年的专辑《Franks Wild Years》所写的。每一季都会截取其中一段，并配上表现该季主题的场景。各季开场曲的演唱者依次为亚拉巴马盲人乐队（The Blind Boys of Alabama）、汤姆·威茨（Tom Waits）本人、纳什维尔兄弟乐队（The Neville Brothers）、“多梅杰”（DoMaJe）、斯蒂夫·厄尔利（Steve Earle）。其中第四季的版本是特意为该剧准备和录制的，由5个巴尔的摩的少年完成，他们是：伊万·阿斯福德（Ivan Ashford）、马克·斯蒂尔（Markel Steele）、卡梅隆·布朗（Cameron Brown）、塔里克·阿尔-萨比尔（Tariq Al-Sabir），以及艾弗里·巴加斯（Avery Bargasse）。第五季版本的演唱者斯蒂夫·厄尔利在本片中饰演了一位摆脱毒瘾的街头角色沃伦（Walon）。本片的片尾曲是由布雷克·雷 （Blake Leyh）作曲的《The Fall》，布雷克·雷还是该剧的音乐总监。
在季末时会有一段展示各主要角色之后生活的蒙太奇，同时配上一首背景歌曲。第一季是由杰西·温彻斯特（Jesse Winchester）演唱的《Step by Step》，第二季是斯蒂夫·厄尔利的《Feel Alright》，第三季是由凡·莫瑞森（Van Morrisonthe）创作，所罗门·伯克（Solomon Burke）演唱的《Fast Train》，第四季是由约翰博士（Dr. John）创作，保罗·维勒（Paul Weller）演唱的《I Walk on Gilded Splinters》，而最后一季用的是由亚拉巴马盲人乐队演绎的加长版《Way Down In The Hole》，这和第一季开场曲使用的是同一版本。尽管歌曲反映了剧中所传达的情绪，但歌词常常和影像没有太大关系。在第37集《任务完成》（Mission Accomplished）的评论音轨中，执行制片大卫·西蒙解释道：“我讨厌人们刻意要将歌词和视觉影像结合在一起的做法。歌词并不一定要和影像一致——但也不能完全不着边际。需要仔细审视你究竟想表达什么。”
该片的两张音軌专辑《火线：一切皆重要》（The Wire: "...and all the pieces matter"）和《超越汉姆斯特丹》（Beyond Hamsterdam）于2008年1月8日由Nonesuch唱片公司发行。前者包括该剧全部五季的音乐，后者则独家收录了部分巴尔的摩本地艺术家的作品。

## 主题

### 现实主义
编剧以自己的亲身经历为基础，努力向观众呈现一个真实的美国城市，要达成这一目标的关键是创造出真实可信的角色。西蒙曾表示，该片的角色大多融入了巴尔的摩现实生活中的人物。与其他电视剧不同的是，该剧常选择非专业演员扮演小角色，凸显出其展现“真实的城市面孔及声音”的意图。在撰写台词时，编剧大量采用时兴的俚语，增强了观看时的代入感。
为了与之前电视剧中的警探形象区隔开，西蒙强调即使是《火线》中最好的警察，其办案目的也不是要保护和服务民众，而是要证明自己比其追捕的罪犯更聪明。在该剧中刻画的警官多数或是玩忽职守，或是生性残忍，又或是夸夸其谈，抑或是掣肘于官僚主义和政治操弄。而罪犯们作恶，也并不全是为了追逐利益或是伤害他人；许多人只是受困于现状不得不为之，但他们的优良品质仍未泯灭。尽管如此，《火线》也没有对他们的行为所带来的消极影响轻描淡写。
整部电视剧都是在描述警察工作及罪犯活动的进展。许多情节都基于西蒙和伯恩斯的亲身经历，甚至有报道称，现实中的罪犯都通过收看该片学习反侦查手段。第五季中呈现的新闻编辑部被视作是电影和电视中对媒体最真实的描写。
2006年12月，《华盛顿邮报》载文称，一些本地的黑人学生表示，这个电视剧揭了黑人社区的伤疤，他们自己就认识许多和剧中角色类似的人。该文对黑人社区中毒品和暴力泛滥的现象表示极大的悲哀。

### 体制障碍
西蒙将该剧中展现的团体——巴尔的摩警察局、市政厅、巴尔的摩公立学校系统、巴克斯戴尔（Barksdale）贩毒团伙、《巴尔的摩太阳报》以及码头搬运工人工会——都看作是类似的。所有这些体制都在某些方面运转不灵，而角色往往会被他们自认为所属的团体出卖。通过剧中缉毒组警探托马斯·豪克之口，创作者表达了这样的观点——“麻烦总要往下推”（Shit rolls downhill），这句话揭露出上司——特别是剧中警察部门的高官——在出现任何重大丑闻时，总会找下属当代罪羔羊的做法。西蒙在谈论剧中角色人性化的一面时，将该剧描述成是“对团体的极大愤慨”。该剧贯穿始终的一个核心主题是个人在追求自身欲望和服从团体利益间的挣扎。不论是警官吉米·麦克纳提（Jimmy McNulty）不顾自己所在部门的反对，使出浑身解数侦办大案，抑或是团伙成员迪安吉拉·巴克斯戴尔（D'Angelo Barksdale）顺从母亲的恳求，放弃通过指证舅舅的罪行换取认罪协商，转而接受二十年有期徒刑，这样的冲突无处不在。

### 监控
该剧结构和剧情的核心就是警察使用电子设备进行監控和窃听——这也是该剧名称的由来。Salon.com认为这个标题是对观众观剧经历的一种隐喻：窃听为警察提供了通往秘密世界的大门，而电视剧对观众也起到同样的作用。对于片中出现不少展现监控设备的画面，以及由监控设备拍摄出的画面，西蒙解释说，这是为了强调现代生活中监控设备的大量运用，而片中角色也需要通过这些资料来办案。

### 视觉小说
本剧一个特点是，许多重要的事件并没有直接展现出来，也并没有刻意用畫外音或者閃回去详细追叙，唯一的例外是在第一集的最后出现了一个闪回。而即使是这唯一的一次，也是在回顾该集之前的一个片段。因此，观众必须认真聆听每一段对话，以便厘清人物关系，了解正在发生的剧情。Salon.com认为该剧在结构上是小说式的，脚本和剧情比其他罪案剧更有深度。每一季都有10到13集，每集长度为1小时，形成了对一个故事的多层次叙述。之所以西蒙选择了这样的叙事结构，是希望通过放长线吸引观众，令高潮部分更加激动人心，这样每一集都成为了小说的一章。他还说这样的结构能够让编剧的精力集中在挖掘主题上，而非故事情节的发展上。

### 对社会制度的评论

杀人巷（Murderland Alley）， 既现实又残酷，一如电视剧的主题

西蒙将第二季形容为
“对工作的消亡和美国工人阶级遭到背弃的深思。……其中表达的观点是经过深思熟虑的，不受限制的资本主义并不是社会政策的替代品；如果没有社会契约存在，资本主义注定只会损公利私”。
 他补充道，第三季“反映了改革和改革家的本质，并探讨僵化的政治手段是不是有可能減輕其目前對個人形成的壓力”。第三季还用寓言的手法将伊拉克战争和禁毒战争明显等同起来，在西蒙个人眼里，两者都没有达成目的，反而转变成一场对下层阶级的战争。创作者的这种观点通过剧中人物——区警长考文（Major Colvin）之口传达出来。他曾对卡佛（Carver）说，维护治安已变成了一场永远无法达成目标的战争。
编剧艾德·伯恩斯从巴尔的摩警察局退休后，曾在公立学校任教。他将教育定为第四季的主题。一反过去影视片孤立看待学校系统的做法，第四季将学校视作社区的一部分，它也受到外部问题的影响。伯恩斯称，教育可以来自除学校外的很多途径，甚至可以通过和毒贩打交道。伯恩斯和西蒙将该季看作一个契机，借此探寻个体走上犯罪道路的过程，并用戏剧形式阐释了“勤奋工作并不一定会有公正回报”的观点。

## 演员及角色
《火线》拥有庞大的常规演出阵容，此外众多客串角色。本剧演员中非裔美国人所占比重较大，这准确的反映了巴尔的摩市的人口构成，但在美国电视剧中十分罕见。2008年2月3日，本剧第55集播出，这使得《火线》在以黑人为主要演出阵容的电视剧中，播出集数仅次于《灵魂食物》（Soul Food），位列第二。

该剧的创作者还敢于让主要角色在剧情中段死亡，这样观众就不能想当然的认为人气角色就一定可以幸存到大结局。在被问到某个角色非死不可的原因时，大卫·西蒙回答道：
这部电视剧里，我们既不是在散播希望，也不想取悦观众，更不是要贩卖廉价的胜利。《火线》是要讨论群体——官僚机构、犯罪组织、毒品文化、资本主义对个人的影响。它并不是纯粹的娱乐品。我恐怕得说，这是部或多或少表达愤怒的电视剧。

### 主要角色

#### 第一季：法律方和巴克斯戴尔团伙
《火线》的主要角色分为法律方（警察、检察官、法官）和巴克斯戴尔团伙（毒贩）。对巴克斯戴尔团伙的调查因警探吉米·麦克纳提（Jimmy McNulty，多米尼克·韦斯特饰演)而起 。麦克纳提不服从上级指挥，又受到酗酒和婚姻问题的困扰，但是他富于才干。调查小组由中队长塞德里克·丹尼尔斯（Cedric Daniels，兰斯·雷迪克饰演) 领导，但他一直在希望今后平步青云还是当下专心办案的选择间权衡。基玛·格雷戈斯（Kima Greggs，宋雅·孙饰演）是一位能力出众的警探，但她既受到同事的嫉妒，又要平复女友对其人身安全的担忧。她的调查很大程度上依靠线人——吸毒者巴伯斯（Bubbles，安德烈·罗伊饰演）的协助。托马斯·豪克（Thomas "Herc" Hauk，外号“赫克”，多米尼克·伦巴多兹饰演）和伊利斯·卡佛（Ellis Carver，塞思·吉列姆饰演）与格雷戈斯一样，都是从缉毒处抽调到调查组的。这对搭档最终收敛了自己的暴力天性，在监视工作中大放异彩，且不时为观众带来笑料。来到临时调查组的还有警探莱斯特·福瑞蒙（Lester Freamon，克拉克·彼得斯饰演）和诺兰德·普兰兹兰斯基（Roland "Prez" Pryzbylewski，外号“普兰兹”，吉姆·特魯-福斯特饰演）。福瑞蒙尽管在执行行动时并非骨干，但却长于发现看似微不足道却意义非凡的线索；普兰兹则擅长解迷和文件追踪。
这些警员的工作受到上司——区警长威廉·瑞尔斯（William Rawls，约翰·多曼饰演）和局长艾尔文·巴瑞尔（Ervin Burrell，弗兰基·费森饰演）监督，但两人关心并非案件的侦破进展，而是政治和个人的仕途。州助理检察官伦达·珀尔曼（Rhonda Pearlman， 迪尔德·洛夫乔伊饰演）负责专案组和法官之间的联络工作，她曾与麦克纳提发生过关系。在凶杀调查部门，麦克纳提的搭档邦克·莫兰德（Bunk Moreland，温德·皮尔斯饰演）是一位出色的警探。他们的上司是警督杰·兰兹曼（Sergeant Jay Landsman，德莱尼·威廉姆斯饰演）。彼得格雷蒂在剧中饰演法官费兰，正是在他的要求下，该案的调查才开始的。
调查对象是以伊旺·巴克斯戴尔（Avon Barksdale，伍德·哈瑞斯饰演）为首的贩毒组织。他的智囊是斯丁格·贝尔（Stringer Bell，伊德瑞斯·艾尔巴饰演）。伊旺的外甥迪安吉拉·巴克斯戴尔（D'Angelo Barksdale，小拉里·吉尔兰德饰演）协助舅舅运作部分地区的毒品交易，但始终抱有负罪感；忠实的手下威毕·布瑞斯（Wee-Bey Brice，哈桑·约翰逊）曾在伊旺的授意下进行了多次谋杀。在迪安吉拉手下工作的街头毒贩有普特·卡尔（Poot Carr，崔·钱尼饰演）、博迪·布罗德斯（Bodie Broadus ，J·D·威廉姆斯饰演）以及瓦伦斯（Wallace，迈克尔·B·乔丹饰演）。瓦伦斯是一个聪明、有些天真的少年，受环境所迫从事毒品交易；普特是个粗人，比起担任领导者，他更乐意追随他人。奥马·利特（Omar Little，迈克·肯尼斯·威廉姆斯饰演）以抢劫毒贩为生，常常侵犯到巴克斯戴尔团伙的利益。

#### 第二季：码头方
第二季中引入了一个新的团体，即在巴尔的摩港口区工作的工人，包括斯皮罗斯·旺达斯（Spiros "Vondas" Vondopoulos，保罗·本-维克多饰演）、毕迪·罗素（Beadie Russell，艾米·瑞恩饰演）和弗兰克·索伯塔（Frank Sobotka，克里斯·鲍尔饰演）。旺达斯是一个全球走私集团的二号人物；罗素是一个缺乏经验的港口管理员，还是单身母亲的她卷入了一场错综复杂的谋杀案调查；索伯塔是工会领导人，为了筹钱拯救自己领导的工会，不得不从事犯罪活动。在第二季中加入的新角色还有弗兰克的侄子尼克·索伯塔（Nick Sobotka，帕伯罗·施赖伯饰演）、弗兰克之子雷吉·索伯塔（Ziggy Sobotka，詹姆斯·冉森饰演）以及旺达斯的神秘老板“希腊人”（"The Greek"，比尔·雷蒙德饰演）。第二季之后，港口不再是剧情重点，这些新角色也就淡出了。

#### 第三季：政客方和斯坦菲尔德团伙
第三季部分曾出镜的角色回归，形成了庞大的常规演出阵容，其中包括警探林德·西德诺（Leander Sydnor，科瑞·帕克·罗宾逊饰演）、博迪、奥马、乔·史都华（Proposition Joe Stewart，罗伯特·F·楚饰演）以及区警长霍华德·考文（Howard "Bunny" Colvin，罗伯特·维斯德姆）。考文负责管理巴克斯戴尔团伙盘踞的西区，他在临近退休之际决定采取激进的办法解决毒品问题。东区的毒枭乔·史都华转变态度，同意跟巴克斯戴尔团伙合作。第一季中前途无量的警察局新星林德·西德诺（Leander Sydnor）在本季作为重案组成员重新出镜。博迪在巴克斯戴尔团伙中逐渐得到重用，他对毒品贸易有与生俱来的禀赋。奥马和巴克斯戴尔团伙的深仇未解，前者常常给予后者沉重打击。
第三季新加入的角色包括：雄心勃勃的市议员汤米·卡瑟提（Tommy Carcetti，艾丹·吉伦饰演）；市长克拉伦斯·罗伊斯（Clarence Royce，格林·特曼饰演），卡瑟提希望赶他下台；马洛·斯坦菲尔德（Marlo Stanfield，吉米·海科特饰演），他执掌的帮派快速扩张，正窥伺伊旺的地位；另外还有刚被释放、前途未卜的罪犯丹尼斯·怀斯（Dennis "Cutty" Wise，查德·L·科曼饰演）。

#### 第四季：学校方
第四季，有四位年轻演员加入：杰梅因·克劳福德饰演杜奎·维姆斯（Duquan "Dukie" Weems），梅斯托·哈瑞尔饰演兰迪·瓦格斯塔夫（Randy Wagstaff），朱利托·麦克卡伦姆饰演内蒙德·布瑞斯（Namond Brice），崔斯坦·瓦尔德斯饰演迈克尔·李（Michael Lee）。四位就读于西巴尔的摩中学的角色是好友。另一个新角色是卡瑟提的代理竞选主管诺曼·威尔森（Norman Wilson，瑞吉·E·凯西饰演）。

#### 第五季
第五季又有部分老演员回归：目前占据统治地位的斯坦菲尔德团伙二号人物克里斯·帕特洛（Chris Partlow，格本嘉·阿金纳贝饰演）、在第四季末出现的市长团队主管迈克尔·斯登托夫（Michael Steintorf，尼尔·霍夫饰演）、辩护律师莫里斯·李维（Maurice Levy，迈克尔·卡斯洛夫饰演），以及参议员克雷·戴维斯（Clay Davis，小伊塞亚·维特洛克饰演）。创作团队成员克拉克·约翰森首次出镜，饰演《巴尔的摩太阳报》的主编奥古斯塔斯·海耶斯（Augustus Haynes）。

## 反响

### 评论
第一季得到了评论界的正面评价，部分评论甚至认为该剧超越了《黑道家族》和《六英尺下》这些HBO知名的“旗舰”剧情剧。有评论认为，尽管该剧在主题上仍受到HBO及大卫·西蒙早期作品的桎梏，但仍然值得一看，并称该剧对禁毒战争的描写影射了反恐战争，很能引起观众共鸣。也有评论认为该剧依赖于阴谋论调且剧情发展缓慢，很可能会命运多舛，但对剧中的人物刻画以及犯罪阴谋还是持肯定态度的。
尽管评论界一片喝彩，但根据尼尔森收视调查，《火线》的收视率非常低。西蒙将这一现象归咎于复杂的剧情、较差的播出档期、过多晦涩的俚语（尤其是帮派角色）以及庞大的黑人演出团队。评论认为该剧考验了观众的注意力，而且被安排在了错误的播出时段，正好与FX电视台颇为成功的罪案情节剧《盾牌》冲突。但是《娱乐周刊》对《火线》第一季DVD的期望值却相当高。
《卫报》认为第二季比前一季更有力度，并赞扬该剧敢于开拓新领域。《波士頓鳳凰報》的评论认为该季展示的港口区没有第一季的贩毒区吸引人。不过，该评论仍然对编剧能够创造出这样一个囊括大量有趣角色的真实世界表示赞赏。
第三季的评论回应仍然比较正面。《娱乐周刊》将其评为2004年度最佳电视剧，认为它是“电视上最睿智、深刻、能引起共鸣的剧情剧”。他们认为该剧较差的收视率更体现了剧情的复杂性。《巴尔的摩城市报》（Baltimore City Paper）担心该剧会被取消，于是刊登了10个《火线》应当被保留的理由。该报还担心该剧一旦取消，巴尔的摩的城市经济会受到负面影响。
在第三季结束时，《火线》仍然在为维持收视率苦苦挣扎，并且面临着被取消的危险。制片人大卫·西蒙认为和《绝望的主妇》（Desperate Housewives）时间冲突是该剧收视率低的原因，他担心HBO在《黑道家族》的成功后对于剧情剧的期望会有改变。
第四季的播出距上一季的结束已相隔两年。《纽约时报》将该季称为是《火线》“有史以来最好的一季”。《洛杉矶时报》罕见地发表有关该剧的社论，认为“即使是在被广泛认为是富于思想和娱乐性的剧集黄金时代——无论是有线电视还是公共电视网——《火线》都是杰出的”。《时代杂志》特别赞扬了第四季，认为“没有任何一个电视剧会如此钟爱一个城市，如此充满热情地诅咒它，又如此灼人地歌颂它”。
对于《火线》的最后一季，帝国在线认为该季所描写的报社主题正是大卫·西蒙所擅长的，因为他在报社有12年的工作经验；并认为该剧集描述了一个微缩的美国，即使在曲终人散之际，也仍然凌乱而痛苦，如同生活一般。《今日美国报》的评论者则认为，该剧让观众们不得不正视现实生活中的阴暗面，并认识到一切的根源来自于金钱。尽管每一季对现实的无力感都在加深，但片中并不缺乏希望，亦不缺少英雄。“无论是否能引起共鸣，这都是你应该珍视的一部电视剧。”
《时代杂志》、《娱乐周刊》、《芝加哥论坛报》、《Slate》杂志、《旧金山纪事报》、《费城每日新闻报》（Philadelphia Daily News）以及英国《卫报》的一些评论者将其称为最好的电视节目。《卫报》专栏作家查理·布鲁克对该片不乏赞美之辞，称其或许是最近20年间最伟大的电视节目。2008年1月，时任美国参议员的巴拉克·奥巴马曾在接受《拉斯维加斯太阳报》（Las Vegas Sun）采访时表示，自己最喜欢的电视节目就是《火线》，最喜欢的电视角色是该剧中的奥马·利特（Omar Little）。

### 奖项
《火线》曾被提名数个奖项，其中包括两个艾美奖最佳原创奖（Primetime Emmy Awards）、十五个有色人种促进会形象奖、两个埃德加奖（Edgar Awards）（获奖一次）、两个美国编剧工会奖（获奖一次）、一个美國導演工會獎，另外还获得了一个皮博迪奖（Peabody Award）。该剧还获得了43项行业奖提名，并获得了其中的8个。在多次评论界评选中，该剧也独占鳌头。

## 播出情况
- HBO分别于2002年、2003年、2004年、2006年和2008年依次播出了本剧的1至5季。每周播出一集新片，同时会为播出其他节目休档1到2个星期。从第四季开始，订阅HBO On Demand服务的用户可以提前六天观看到新的一集[280]。
- 美国的有线电视网BET也播出了此剧[281]。BET在剧中插播广告，并对部分粗话进行了消音处理。BET版本的《火线》第二季中，大量码头区的故事线被删减[282]。
- 在英国，本剧先是由FX电视台播出，后来改由BBC二台播出[283]。
- 在爱尔兰，全部五季都由公共电视台TG4播出，比HBO的首播要晚上6个月[284]。第一季于2008年末在3e电视台上播出，但再无进一步播出的计划。
- 在澳大利亚，澳大利亚广播公司购买了全五季的播出许可，并将于2009年8月在其数字电视频道ABC2上播出。
- 在法国，采用译名为《Sur écoute》（窃听）[285]，在付费电视频道Jimmy上播出。
- 在波兰，TVN电视台采用《Prawo ulicy》（街头法律）的译名播出。
- 在瑞典 公共电视台SVT已经播出本剧的前四季。
- 在挪威，NRK电视台于2007年播出本剧的第一季。
- 在以色列，本剧以《HaSmuya》（הסמויה - 秘密行动组）的译名由Xtra Hot频道播出[286]。
- 在加拿大，本剧由The Movie Network、Movie Central和OMTV频道播出。
- 在芬兰，本剧由Subtv和MTV3频道以《Langalla》（正在监听）的译名播出。
- 在匈牙利，Duna TV于2007年3月开始播出本剧，译名为《Drót》（线）。
- 在德国，付费电视频道Foxchannel于2008年9月开始播出本剧。
- 在亚洲， Cinemax频道从2009年5月开始播出本剧。
- 在中国大陆，央视第一剧场频道播出了本剧，采用的译名为《火线重案组》。
- 在荷兰和比利时，本剧自2009年6月1日起由NBC国际有线频道13th Street中播出。
- 在中东，MBC Max频道播出本剧。

## DVD发行
| 季数 | 发行日期       | 发行日期       | 发行日期      | 集数 | 特别篇 | 碟数 |
| 季数 | 一区           | 二区           | 四区          | 集数 | 特别篇 | 碟数 |
| ---- | -------------- | -------------- | ------------- | ---- | --- | ---- |
| 1    | 2004年10月12日 | 2005年4月18日  | 2005年5月11日 | 13   | - 三条由制作团队录制的评论音轨 | 5    |
| 2    | 2005年1月25日  | 2005年10月10日 | 2006年5月3日  | 12   | - 两条由制作团队和演员录制的评论音轨 | 5    |
| 3    | 2006年8月8日   | 2007年2月5日   | 2008年8月13日 | 12   | - 五条由制作团队录制的评论音轨 - 大卫·西蒙和创作团队在电视和广播博物馆（the museum of Television & Radio）录制的问答内容 - 大卫·西蒙在Eugene Lang学院的谈话                | 5    |
| 4    | 2007年12月4日  | 2008年3月10日  | 2008年8月13日 | 13   | - 六条由制作团队和演员录制的评论音轨 - 短片《环环相扣》（"It's All Connected"） - 短片《玩真的》（The Game is Real）                                                       | 4    |
| 5    | 2008年8月12日  | 2008年9月22日  | 2010年2月2日  | 10   | - 六条由制作团队和演员录制的评论音轨 - 短片《火线：结语》（The Wire - The Last Word）- 探讨媒体在社会中角色的纪录片 - 短片《火线之旅》（The Wire Odyssey）- 前四季剧情回顾 | 4    |
| 全集 | 2008年12月9日  | 2008年12月8日  | 2010年2月10日 | 60   | - 之前各季的集锦 | 23   |

尽管一些人批评其中缺少特辑，但是《火线》的DVD依然广受好评。